# Rudolf Cramer von Clausbruch
Pour les articles homonymes, voir Cramer.
Rudolf Cramer von Clausbruch, né le 7 mars 1864 au domaine familial de Czernewitz, près de Thorn, et mort le 20 août 1916 à Üsküb, près de Skopje, est un officier allemand qui participa à l'histoire de la colonisation du Cameroun allemand.

## Biographie
Cramer von Clausbruch (de) entre dans la carrière militaire après le lycée, en 1883. Il est enseigne, c'est-à-dire aspirant (Fahnenjunker) au 20e régiment d'infanterie (pl) et devient lieutenant en 1885. Il est Oberleutnant en 1893 et capitaine en 1899, puis chef de compagnie. Il démissionne de l'armée royale prussienne en 1900 pour entrer dans les troupes coloniales du protectorat allemand du Kamerun. Il est nommé commandant du poste militaire de Joko.
Il contrevient à l'ordre formel du gouverneur von Puttkamer de ne pas organiser d'expédition au plateau d'Adamaoua, où vivent des tribus musulmanes insoumises. Il s'empare le 29 août 1901 de Ngaoundéré et marche vers Garoua, région tenue par l'émir Djoubayrou, dont il écrase les troupes soutenues par les Anglais. Le gouverneur von Puttkamer lui ordonne de rentrer immédiatement, tandis que les sous-officiers allemands laissent leurs troupes indigènes (entre autres les fameux Askaris) se livrer au pillage du Nord-Kamerun. La colonisation du nord du territoire démarre par la suite.
Cramer von Clausbruch retourne en Europe et réintègre l'armée royale prussienne en 1902 au 110e régiment de grenadiers (de), stationné à Heidelberg. Il passe un an en 1906 en Russie et devient en 1907 chef de compagnie du 33e régiment de fusiliers en province de Prusse-Orientale, stationné à Gumbinnen. Il est nommé major en 1911.
Il est affecté à l'état-major du 45e régiment d'infanterie et devient le 27 janvier 1913 commandant de bataillon du 44e régiment d'infanterie, stationné à Goldap. Il prend part à la Grande Guerre, en tant que lieutenant-colonel à partir de 1916. Il commande le 44e régiment d'infanterie, puis le 49e et enfin le 146e régiment d'infanterie et combat dans les Balkans. Il meurt du typhus à l'hôpital militaire d'Üsküb, près de Skopje en Macédoine.